# 1108
| 1108               |
| ------------------ |
| Dødsfald - Fødsler |
|                    |

| Gregoriansk kalender | 1108 MCVIII             |
| Ab urbe condita      | 1861                    |
| Armensk kalender     | 557 ԹՎ ՇԾԷ              |
| Kinesiske kalender   | 3804 – 3805 丁亥 – 戊子 |
| Etiopisk kalender    | 1100 – 1101             |
| Jødisk kalender      | 4868 – 4869             |
| Hindukalendere       |                         |
| - Vikram Samvat      | 1163 – 1164             |
| - Shaka Samvat       | 1030 – 1031             |
| - Kali Yuga          | 4209 – 4210             |
| Iransk kalender      | 486 – 487               |
| Islamisk kalender    | 501 – 502               |

Konge i Danmark: Niels 1104–1134
Se også 1108 (tal)

## Dødsfald
- 29. juli - Filip 1. af Frankrig, enekonge fra 1060 til sin død (født 1052).